# سیارک ۶۱۰۶
سیارک ۶۱۰۶ (به انگلیسی: 6106 Stoss، نامگذاری:6564P-L) شش هزار و صد و ششمین سیارک کشف شده‌است که در ۲۴ سپتامبر ۱۹۶۰ کشف شد.
قدر مطلق سیارک برابر ۱۲٫۵۰ است.